# Baptiste Thiery
Baptiste Thiery (n. 29 iunie 2001, Lille, Franța) este un atlet francez. A participat la competiții asociate Jocurilor Olimpice în care a câștigat o medalie de aur.